# Boêmia nos Jogos Olímpicos de Verão de 1900
A Boêmia (atual Chéquia) participou dos Jogos Olímpicos de Verão de 1900 em Paris, na França. O país fez sua estreia nos Jogos em 1900, conquistando 3 medalhas.